# シャンディ・フィネッセー

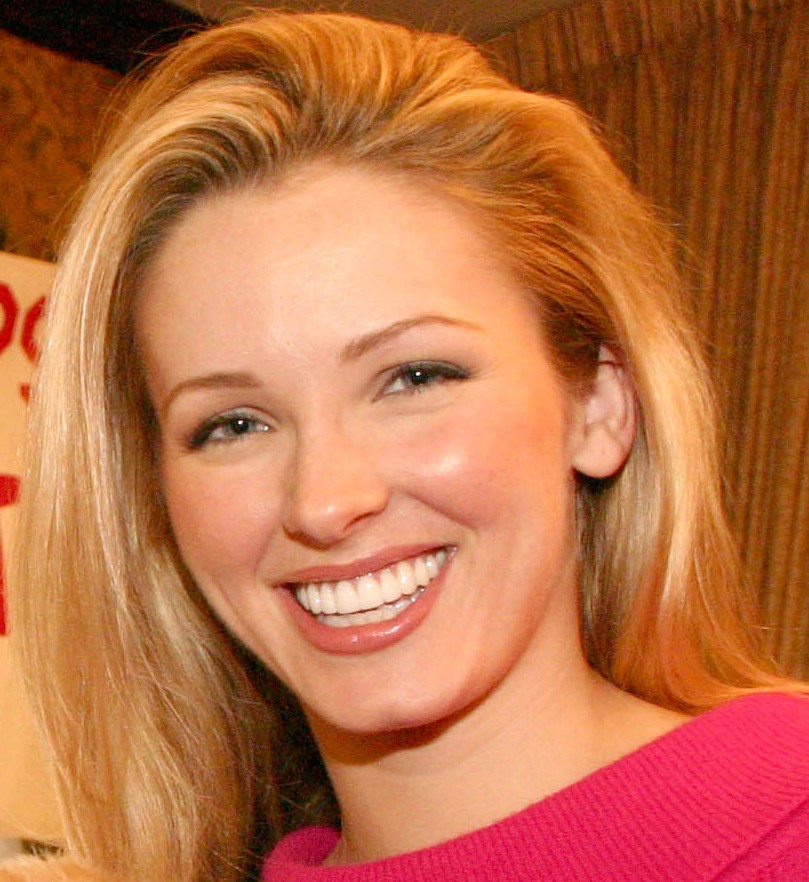
シャンディ・フィネッセー

シャンディ・フィネシー（Shandi Finnessey、1978年6月9日 - ）はアメリカ合衆国ミズーリ州出身のビューティー・ページェント勝者、タレント。身長5フィート11インチ（約180.3cm）。

## ミスUSA
ミス・ミズーリUSA2000に出場するも惜しくも2位となったシャンディは、翌年も同大会に出場したが、今度は3位に終わった。ようやくミス・ミズーリUSAのタイトルを獲得できたのは、3回目の挑戦となるミス・ミズーリUSA2004だった。そして出場したミスUSA2004で優勝した。

## ミス・アメリカ
ミスUSAのミズーリ州大会で2年連続あと一歩のところで優勝を逃したシャンディは、いったん、ミス・アメリカに挑戦した。ミス・ミズーリ2002大会で優勝し見事ミス・アメリカに出場を果たした。

## ミス・ユニバース
ミスUSAとして、ミス・ユニバース2004に出場し、見事第二位に輝いた。ミスUSAの任期満了後は、テレビなどに出演している。知花くららが第二位に輝いたミス・ユニバース2006では、水着審査のコメンテーターをつとめた。